# Spencer (Dakota del Sud)
Spencer és una població dels Estats Units a l'estat de Dakota del Sud. Segons el cens del 2000 tenia 157 habitants.

## Demografia
Segons el cens del 2000, Spencer tenia 157 habitants, 64 habitatges, i 44 famílies. La densitat de població era de 233,1 habitants per km².
Dels 64 habitatges en un 31,3% hi vivien nens de menys de 18 anys, en un 59,4% hi vivien parelles casades, en un 6,3% dones solteres, i en un 31,3% no eren unitats familiars. En el 31,3% dels habitatges hi vivien persones soles el 20,3% de les quals corresponia a persones de 65 anys o més que vivien soles. El nombre mitjà de persones vivint en cada habitatge era de 2,45 i el nombre mitjà de persones que vivien en cada família era de 3,05.
Per edats la població es repartia de la següent manera: un 28,7% tenia menys de 18 anys, un 6,4% entre 18 i 24, un 25,5% entre 25 i 44, un 21,7% de 45 a 60 i un 17,8% 65 anys o més.
L'edat mediana era de 37 anys. Per cada 100 dones de 18 o més anys hi havia 80,6 homes.
La renda mediana per habitatge era de 21.250 $ i la renda mediana per família de 34.688 $. Els homes tenien una renda mediana de 26.250 $ mentre que les dones 22.500 $. La renda per capita de la població era de 13.164 $. Entorn del 7% de les famílies i l'11,4% de la població estaven per davall del llindar de pobresa.

## Poblacions més properes
El següent diagrama mostra les poblacions més properes.